# Charlie Hickman
Pour les articles homonymes, voir Hickman.
Charles Martin Hickman Jr, né le 24 novembre 1935 à Chicago et mort le 2 octobre 1979 à Sydney, est un acteur et chanteur américain, qui a fait principalement une carrière d'animateur de radio et de télévision en Allemagne.

## Biographie
Hickman est le fils de l'avocat Charles Martin Hickman et de Gertrud Merrion, qui travaille comme attachée de presse pour le Hilton Hotel Corporation après le décès de son mari à l'âge de 47 ans. Il travaille en tant que disc-jockey à la radio et acteur de théâtre pour financer ses études en psychologie et en sciences politiques à l'université Notre-Dame-du-Lac à South Bend, dans l'Indiana.
En 1958, il arrive en Allemagne en GI et devient célèbre et populaire en tant que disc jockey à l'AFN pendant deux ans. Après son renvoi de l'armée, il anime jusqu'en 1969 le programme musical à succès Teens-Twens-Toptime et pendant plusieurs années l'émission télévisée régionale Beat Beat Beat sur la Hessischer Rundfunk. À partir de décembre 1965, il dirigea pendant un an le programme musical Musik und Information  sur la Norddeutscher Rundfunk diffusé dans toute l'Allemagne. En juin 1966, il anime la tournée des Beatles en Allemagne. La même année, il sort quelques singles pour Polydor. Il est souvent invité par Frank Elstner à RTL en qualité d'animateur invité et fait partie pendant neuf ans de la version anglaise de la Deutsche Welle. De 1967 à 1969, il anime une fois par semaine l’émission de radio Schlager der Woche sur RIAS.
Il est acteur dans des films allemands comme Le Train de Berlin est arrêté ou Le Valet de carreau. Un temps manager de la chanteuse de jazz Inge Brandenburg, il participe au film musical Jazz und Jux in Heidelberg. Il est brièvement marié à l'actrice Elke Arendt, avec qui il a une fille, la future actrice Lauretta Hickman. De 1961 à 1967, il vit à Munich et de 1967 à 1969 à Königstein im Taunus. En décembre 1969, il tourne le dos à l'industrie du divertissement et, début 1971, lui et sa compagne Karin font un périple terrestre de plusieurs années en Afrique et en Asie. Il vit ensuite avec sa famille à Chicago, où il travaille jusqu'à fin 1973 en tant que courtier en valeurs mobilières pour Dean Witter (qui fait maintenant partie de Morgan Stanley). Ému par le climat politique et économique tumultueux qui règne aux États-Unis à l'époque, il émigre en Australie avec son épouse Karin et ses fils Jörg et Reiner. À Sydney, il dirige la Chambre de commerce américaine jusqu'à sa mort soudaine d'une crise cardiaque.

## Discographie
- Jeder geht seinen Weg/Und morgen (Polydor 52608, 1965)
- Das ist das Ende vom Lied/Erzähl mir, warum du weinst (Polydor 52677, 1966)
- Doch dann bist du gekommen/Keine Zeile, kein Wort von dir (Polydor 52720)
- Gestatten Sie / The Whistle Dance (Polydor 52709 en tant que Charlie & The Brothers Dufte)
- Du hast mein Wort/Am großen Glück vorbei (Polydor 52761, 1966)

## Filmographie
- 1963 : Le Train de Berlin est arrêté (Verspätung in Marienborn) de Rolf Hädrich (de)

## Source de la traduction
- (de) Cet article est partiellement ou en totalité issu de l’article de Wikipédia en allemand intitulé « Charlie Hickman » (voir la liste des auteurs).